# شوبنشتيت
شوبن اشتت (بالألمانية: Schöppenstedt) هي بلدة ألمانية تقع في ألمانيا في سكسونيا السفلى. يقدر عدد سكانها بـ 5,758 نسمة .

## المدن التوأمة
مدينة باربي (الب) هي مدينة توأمة لـشوبن اشتت.